# Paris–Roubaix 1906

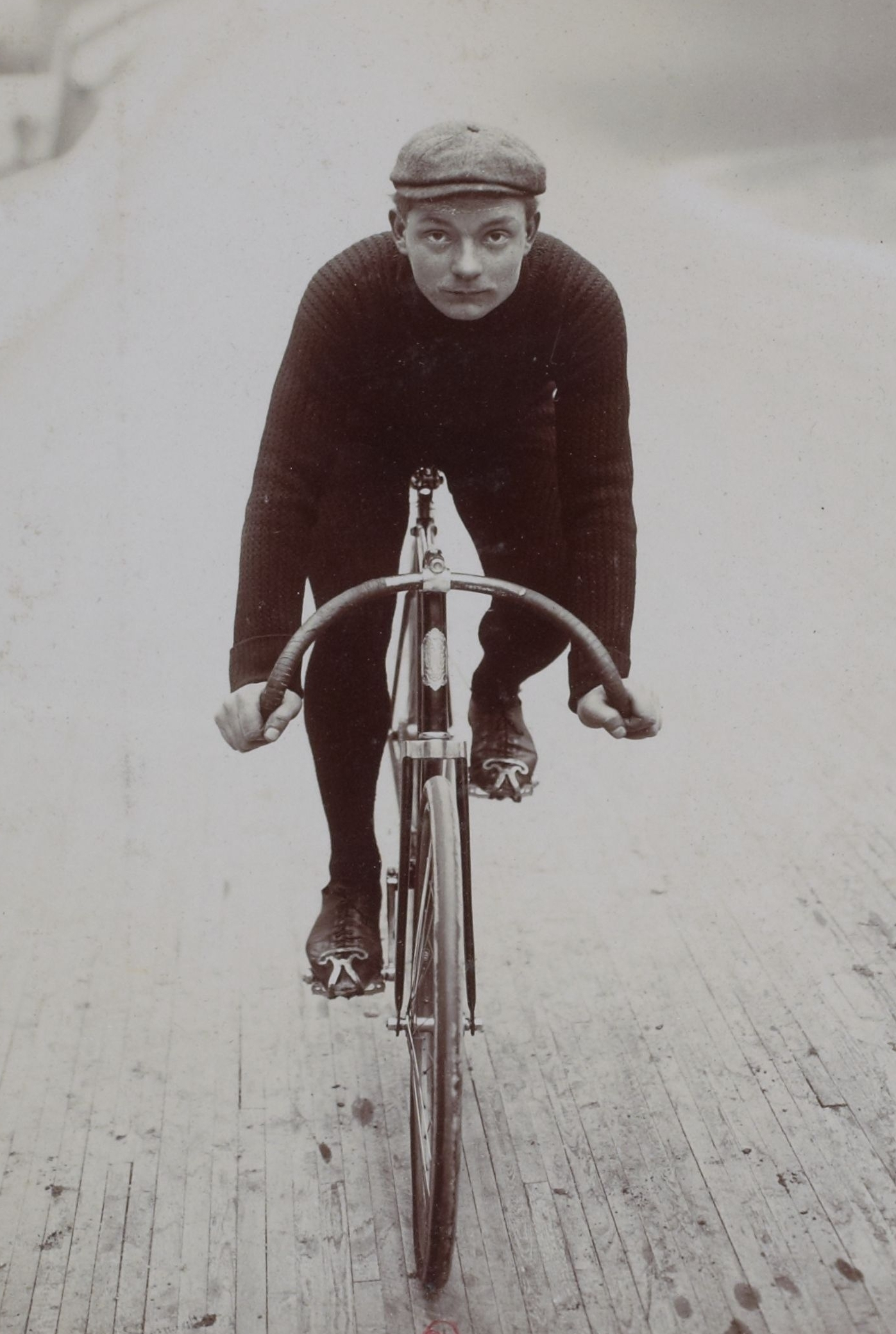
Henri Cornet (ca. 1905)

Das Eintagesrennen Paris–Roubaix 1906 war die elfte Austragung des Radsportklassikers und fand am Sonntag, dem 15. April 1906, statt.
Das Rennen ging von Chatou aus über 270 Kilometer. Es waren 71 Radrennfahrer gemeldet, von denen sich 14 platzieren konnten; es ist nicht bekannt, wie viele der Gemeldeten tatsächlich an den Start gingen. Der Sieger Henri Cornet, der im Jahr zuvor Dritter geworden war, absolvierte das Rennen mit einer Durchschnittsgeschwindigkeit von 27,123 Kilometern pro Stunde. Vor dem Start herrschte ein kalter, leichter Regen, wenig später kam jedoch die Sonne heraus.
Henri Cornet und Marcel Cadolle erreichten das Vélodrome roubaisien gleichzeitig, und Cornet entschied das Rennen im Zielsprint für sich. Dritter wurde René Pottier, der im selben Jahr auch die Tour de France gewann.
Die Strecke wurde bei dieser Austragung geändert. Grund dafür war das Grubenunglück von Courrières wenige Wochen zuvor, bei dem über 1000 Menschen den Tod gefunden hatten. Die Bevölkerung war aufgebracht, und es wurden schwere Vorwürfe gegen die Betreiber des Bergwerkes erhoben. Die Organisatoren des Rennens befürchteten, die Wut der Bürger könne sich gegen die Fahrer wenden: „Man wirft ihnen womöglich Steine an den Kopf“, so Henri Desgrange. So wurde beschlossen, hinter Douai abzuzweigen und Courrières zu umfahren, wodurch die Strecke etwas länger wurde.